# Distretto di Harda
Il distretto di Harda è un distretto del Madhya Pradesh, in India, di 474 174 abitanti. È situato nella divisione di Hoshangabad dopo che fino al 2008 aveva fatto parte della divisione di Bhopal e il suo capoluogo è Harda.